# 長岡市歌
「長岡市歌」（ながおかしか）は、新潟県長岡市が制定した初代の市歌である。作詞・古川栄、作曲・弘田龍太郎。

## 解説
1926年（大正15年）の市制20周年記念事業として詩人の相馬御風を審査委員に迎えて歌詞の懸賞募集を行い、文部省邦楽調査委員の弘田龍太郎に作曲を依頼して同年4月1日付で制定されたものである。審査結果は前年6月2日に発表されており、入選者の古川栄（1899年10月23日 - 没年不詳）は市内脇川新田出身の弁護士・古川亀三郎の次男で、入選時は長岡商業学校の教諭であった。1931年（昭和6年）刊の『長岡市史』では巻頭に歌詞が掲載されているが、作成経緯に関しては紹介されていない。
「蒼柴（あおし）の森の緑濃く」で始まる市歌は戦後も廃止されることなく市勢要覧に掲載され続け、市民の間で親しまれていたが1977年（昭和52年）には新市庁舎の竣工に合わせて「大正の末に制定されたもので、歌詞がやや難解で、現在の表現としては適切ではなく、これを完全に歌える人たちが少ない現状」にあるとして2代目の市歌制定が検討され、市章のデザインと合わせて歌詞の募集が行われた。しかし、この時は審査の結果「該当作なし」として、従来の市歌を継続使用することが取り決められている。

### 平成の大合併以降の扱い
平成の大合併において南蒲原郡中之島町、三島郡越路町、三島町、古志郡山古志村、刈羽郡小国町を編入合併した際に合併協議会で「裏日本の覇たるべき」とする3番の歌詞が差別的であるとして他町村からの反発を受け、市歌の取り扱いに関しては「当面は、長岡市の制度を引き継ぎ、新市歌については、合併後に検討する」とされた。
合併翌年の2006年（平成18年）4月1日、協議会の合意に基づき2代目の新市歌「笑顔いきいき」（作詞：小林多加志、補作：眞木準、作曲：三枝成彰）が制定されたが、初代市歌に関しては廃止されず「旧長岡市歌」の表題で例規集に掲載され続けており、市のサイトでも紹介欄が設けられている。